# 保存料
保存料（ほぞんりょう）とは、食品中にいる細菌の増殖を抑制し、変質、腐敗を防ぐ食品添加物の一種である。殺菌作用はないため、菌が増殖した後で使用しても効果は見込めない。よって腸内細菌が死んでしまうということもない。
主にサラミやウィンナーなどの食肉製品、菓子類および漬物など様々な加工食品に使われるが、豆腐や精肉などの生鮮食品に使われることはない。

## 主な保存料の種類
- 安息香酸、安息香酸ナトリウム
- ε-ポリリジン
- しらこたん白抽出物（プロタミン）
- ソルビン酸、ソルビン酸ナトリウム、ソルビン酸カリウム
- デヒドロ酢酸ナトリウム
- プロピオン酸、プロピオン酸ナトリウム
- パラオキシ安息香酸エステル
- ツヤプリシン（ヒノキチオール）

## 日持向上剤
弁当や惣菜など保存性の低い食品に対し、数日あるいは数時間単位の短期間の腐敗・変敗を抑制する目的で添加されるものを日持向上剤（ひもちこうじょうざい）と呼ぶ。
サラダ、鶏の唐揚げや照り焼き、卵、和え物などに対し、グリシンや酢酸ナトリウム、ε-ポリリジン、pH調整剤、リゾチーム、中鎖脂肪酸ポリグリセリンエステルをはじめとする乳化剤などが使用される。